# Temelucha manifesta
Temelucha manifesta är en stekelart som beskrevs av Dasch 1979. Temelucha manifesta ingår i släktet Temelucha och familjen brokparasitsteklar. Inga underarter finns listade i Catalogue of Life.